# Syndrome de Shprintzen-Goldberg
Ne doit pas être confondu avec Syndrome de Goldberg-Shprintzen.
Pour les articles homonymes, voir Syndrome de Shprintzen.
Le syndrome de Shprintzen-Goldberg associe une craniosynostose impliquant les sutures coronales, sagittales et lambdoides, des anomalies du visage, des anomalies des os (arachnodactylie, camptodactylie, des pieds plats, une déformation du sternum, une scoliose ou une hyperlaxitè ligamentaire), des anomalies neurologiques, un retard mental léger et des malformations du cerveau (hydrocéphalie, dilatation des ventricules latéraux, malformation d'Arnold-Chiari).
Des anomalies cardiaques sont parfois aussi retrouvées (prolapsus de la valve mitrale, insuffisance mitrale et insuffisance aortique). La dilatation de l'aorte est peu fréquente. Les autres signes cliniques sont une maigreur, une cryptorchidie chez les garçons, une myopie et des anomalies de fermeture de la paroi abdominale.
Le diagnostic est clinique et radiologique. Le gène en cause est inconnu bien que de rares cas sont en rapport avec une mutation du gène FBN1 codant la fibrilline 1.
Les principaux diagnostics à discuter sont le syndrome de Marfan et le syndrome de Loeys-Dietz.

## Sources
- (en) Marie T Greally, Shprintzen-Goldberg Syndrome in GeneTests: Medical Genetics Information Resource (database online). Copyright, University of Washington, Seattle. 1993-2005